# NatWest Markets
NatWest Markets est la banque d'investissement du Royal Bank of Scotland Group. Elle a été créée par le groupe en 2016 afin de répondre aux exigences du Financial Services (Banking Reform) Act 2013. Son siège est à Londres,.